# Himačal Pradeš
Himačal Pradeš (hindujsko: हिमाचल प्रदेश}) je država v severni Indiji.  
Pokriva okoli 55,673 km²   in meji na Džamu in Kašmir na severu, Pandžab na zahodu in jugo-zahodu,  Harjano  in Utar Pradeš na jugu ter Utarakand in avtonomno pokrajino Tibet na  vzhodu. Dobesedni prevod besede »Himačal Pradeš« pomeni »v naročju Himalaje«. Beseda »Hima« pa pomeni v sanskrtu sneg. 
Država Himačal Pradeš je znana po svojih naravnih lepotah  . Po nepalsko-britanski vojni je ozemlje pripadlo britanski kolonialni oblasti. Leta 1950 je bil Himačal Pradeš razglašen za zvezno ozemlje, z »State of Himachal Pradesh Act« iz leta 1971 pa je Himačal Pradeš postal osemnajsta država Republike Indija. 
Himačal Pradeš je v Indiji ena izmed držav z najvišjim dohodkom pa prebivalca. Zaradi številnih zelo vodnatih rek se v državi nahaja veliko število hidroelektrarn. Elektriko pa nato prodajajo v druge države, kot je na primer  Delhi, Pandžab in Radžastan. Ekonomija države je odvisna od treh virov dohodkov: elektrika, turizem in kmetijstvo.
Hindujci sestavljajo 95% celotnega prebivalstva države, s tem pa je Himačal Pradeš najbolj hindujska država v Indiji (proporcialno). Glede na raziskavo organizacije Transparency International iz leta 2005 je država druga najmanj koruptivna v Indiji, takoj za Keralo.